# 利比亚阿拉伯社会主义联盟
利比亚阿拉伯社会主义联盟（阿拉伯语：الإتحاد الإشتراكي العربي الليبي）是利比亚历史上的一个纳赛尔主义和阿拉伯社会主义政党，存在于1971年6月11日—1977年3月3日。它存在期间，是阿拉伯利比亚共和国的执政党和唯一合法政党。穆阿迈尔·卡扎菲曾担任该党的主席。
阿拉伯社会主义联盟（ASU）第一次代表大会于1972年3月举行，成员人数达32.2万。卡扎菲在会上发表了长达五小时的演讲，随后与其他革命协调委员会（RCC）成员就新闻自由和罢工权展开辩论。在1974年11月举行的阿拉伯社会主义联盟第二次全国代表大会上，省级和局级行政体制被废除，政府与民众直接联系，各委员会也由阿拉伯社会主义联盟直接监督。
1975年4月，阿拉伯社会主义联盟大会被拥有618名成员的全国人民代表大会所取代。该大会于1975年11月和1976年1月召开会议，批准了预算，并要求镇压所有反对卡扎菲的势力。 1977年3月3日，阿拉伯社会主义联盟在萨卜哈大会上被废除。